# Murexechinus melanurus
Murexechinus melanurus är en pungdjursart som först beskrevs av Oldfield Thomas 1899. Murexechinus melanurus är ensam art i släktet Murexechinus som ingår i familjen rovpungdjur. Inga underarter finns listade. Arten listades tidvis i släktena Antechinus eller Murexia.
Arten har i motsats till Phascomurexia naso en rödbrun till rosabrun fläck bakom varje öra. Pälsen på ovansidan är nära huvudet agouti (hår med ljusa och mörka avsnitt) och den blir mot stjärten rödaktig. Hos Murexechinus melanurus är svansen bra täckt med svart eller sällan mörkbrun päls. Svansens hår är vanligen 2,5 till 3,5 mm långa men på toppen finns en kam av 4 till 7 mm långa hår. Längden av alla premolarer i över- och underkäken är kortare än hos Murexia longicaudata. Arten saknar den längsgående mörka strimman som finns hos Paramurexia rothschildi. Dessutom är öronen kortare. I motsats till Micromurexia habbema är klorna vid framtassarna böjda.
Ett uppstoppat exemplar som representerar det vetenskapliga namnet (lektotyp) har en kroppslängd (huvud och bål) av 106 mm, en svanslängd av 128 mm och 20 mm långa bakfötter.
Pungdjuret förekommer i flera regioner på Nya Guinea och vistas där i låglandet samt på upp till 2 800 meter höga bergstrakter. Habitatet utgörs av olika slags skogar.
Individerna har ungefär samma storlek som pungspetsekorrar (Antechinus). Honor har ingen pung (marsupium) utan bara en enkel hudflik som täcker de fyra spenarna.
För arten är inga allvarliga hot kända. Den hittas dessutom i olika naturskyddsområden. IUCN listar Murexechinus melanurus som livskraftig (LC).